# Estádio Florencio Sola
O Estádio Florencio Sola, também muito conhecido popularmente como "Lencho", é um estádio multiuso localizado em Banfield, no município de Lomas de Zamora, província de Buenos Aires, na zona sul da Grande Buenos Aires, Argentina. A praça esportiva, usada principalmente para o futebol, pertencente ao Club Atlético Banfield, foi inaugurada em 6 de outubro de 1940 e tem capacidade aproximada para 35 000 espectadores.

## História
O "Lencho" — como os torcedores do Banfield o conhecem — foi inaugurado mais de 40 anos após a fundação do Taladro — apelido carinhoso do Banfield — e foi o terceiro estádio do clube. Acredita-se que o primeiro campo de futebol (ou cancha) do clube ficava entre as ruas Rincón, Alsina, Serrano e as vias da Ferrocarril Roca. Existiu também uma segunda cancha que foi usada por pouco tempo.
Em 1904, a Compañía Primitiva de Gas cedeu ao clube um terreno entre as ruas General Arenales, Lugano, Gallo e Granaderos para construção do seu estádio, que acabou sendo adquirido definitivamente na década de 1920. Ao longo dos anos seguintes, o local foi sendo melhorado, arquibancadas foram construídas e grandes estruturas foram erguidas. Por fim, em 6 de outubro de 1940, foi inaugurado oficialmente o novo estádio, considerado "avançado" para a época por ser um dos primeiros da Argentina a ter arquibancadas de cimento, mesmo antes de alguns grandes times. Para a festa de inauguração, foi organizado um amistoso contra o Independiente de Avellaneda, time recém-campeão argentino em 1939. O Rojo de Avellaneda venceu por 1—0 com gol de Arsenio Erico, maior artilheiro da história do futebol argentino.
A estrutura original do Estadio Florencio Sola ficou basicamente inalterada durante décadas, até que as arquibancadas foram reconstruídas em 2006 e o alambrado da arquibancada lateral foi removido em 2019, aumentando a capacidade em 2.500 lugares. Atualmente tem capacidade para aproximadamente 35 mil espectadores.

### Origem do nome
O nome do estádio é uma homenagem à Florencio "Lencho" Sola que foi presidente do clube entre 1946 e 1954.